# Jeb Stuart (Drehbuchautor)
Jeb Stuart (* 21. Januar 1956 in Little Rock, Arkansas) ist ein US-amerikanischer Drehbuchautor, Filmregisseur und -produzent. Bekanntheit erlangte er vor allem durch sein Drehbücher zu international bekannten Filmen wie Stirb langsam, Lock Up – Überleben ist alles oder Auf der Flucht. Seine wesentlich aktive Zeit hatte er Ende der 1980er bzw. in den 1990er Jahren.

## Leben und Karriere
Der im Jahre 1956 in Little Rock im US-Bundesstaat Arkansas geborene Stuart genoss unter anderem an der Stanford University eine Ausbildung zum Drehbuchautor. Nachdem er sein dortiges Studium abgeschlossen hatte, fand er erst langsam den Schritt ins Film- und Fernsehgeschäft und hatte so erst Ende der 1980er Jahre seine ersten wesentliche Tätigkeit. Diese hatte er allerdings gleich im mehrfach oscarnominierten Kultfilm Stirb langsam mit Bruce Willis, für den er das komplette Drehbuch schrieb. Die Romanvorlage bot dabei das Buch Nothing Lasts Forever des bereits verstorbenen Schriftstellers Roderick Thorp. Für seine Arbeit an Stirb langsam wurde er zwar nicht für einen Oscar nominiert, konnte aber im Folgejahr dennoch auf eine Nominierung für einen Edgar Allan Poe Award in der Kategorie „Best Motion Picture“ (Bestes Filmdrehbuch) zurückblicken, die er sich zusammen mit dem zweiten Drehbuchautor im Bunde, Steven E. de Souza, teilte. Bereits im darauffolgenden Jahr schrieb er unter Mithilfe von David Webb Peoples das Drehbuch zum international bekannten Film Leviathan. Zudem war er im selben Jahr an den Arbeiten zum Drehbuch von Lock Up – Überleben ist alles beteiligt und übernahm außerdem noch im gleichen Jahr seine erste wesentliche Tätigkeit als Filmproduzent, wo er in Ruf nach Vergeltung als begleitender Produzent in Erscheinung trat.
1990 folgte schließlich das Drehbuch zum vergleichsweise weniger erfolgreichen Spielfilm Crisis. Das Originaldrehbuch wurde dabei unter anderem im Februar 2011 für einen Kleinstbetrag bei einer Online-Auktion versteigert. Des Weiteren schrieb er im Jahre 1990 das Drehbuch zum Blockbuster Und wieder 48 Stunden. Nach einer kurzen Zeit ohne nennenswerte Produktionen rief George Lucas die Drehbuch-Autoren bereits im Jahre 1993 auf, eine weitere Geschichte mit Indiana Jones zu schreiben. Neben Drehbuchautoren wie Jeffrey Boam, M. Night Shyamalan, Frank Darabont und Jeff Nathanson reichte dabei auch Jeb Stuart ein Drehbuch ein, scheiterte aber wie die anderen Drehbuchautoren an den Vorstellungen von Lucas und Steven Spielberg. Stuart hatte sich dabei einer Alien-Geschichte bedient, in der sich Indiana Jones in einer Liebesbeziehung mit einer gewissen Molly befindet und daneben einen Alien beschützen muss. Im Jahre 1995 ist Stuart schließlich durch Jeffrey Boam ersetzt worden. Vor allem Steven Spielberg war es, der sich im Jahr darauf gegen Stuarts bzw. Boams Drehbuch auflehnte, da er meinte, dass es ähnlich der Storyline von Independence Day, der in diesem Jahr weltweiten Erfolg feierte, sei. Das Drehbuch von Stuart trug dabei den Namen Indiana Jones and the Saucermen from Mars.
Bereits davor schrieb er das Drehbuch zum 1993 veröffentlichten und oscarprämierten Film Auf der Flucht, einem seiner größten Erfolge, mit dem er unter anderem zusammen mit seinem Partner David Twohy für den Edgar Allan Poe Award in der Kategorie „Best Motion Picture“ und für den Writers Guild of America Award in der Kategorie „Best Screenplay Based on Material Previously Produced or Published“ nominiert wurde. Im Jahre 1995 folgte dann das Drehbuch zu Im Sumpf des Verbrechens, der ebenfalls große Einspielergebnisse vorzuweisen hatte. Ein zum Teil bedeutungsvolles Jahr hatte er 1997, als er im Seagal-Film Fire Down Below das Drehbuch beisteuerte und zudem als Ausführender Produzent in Erscheinung trat. Des Weiteren feierte er im Jahre 1997 sein Debüt als Regisseur, als er bei Switchback – Gnadenlose Flucht in mehreren Funktionen zum Einsatz kam. Daneben war er beim Film, der allein in den USA rund 6,5 Millionen Dollar einspielte, auch noch als Drehbuchautor und Executive Producer engagiert. Dies war über ein Jahrzehnt auch seine letzte namhafte Produktion, ehe er erst im Jahre 2009 bzw. 2010 mit dem Film Blood Done Sign My Name erneut international in Erscheinung trat. Beim Film arbeitete er als Drehbuchautor und Regisseur und hatte zudem die Position des Produzenten inne. Mit dem Low-Budget-Film konnte er allerdings nicht mehr wirklich an seinen früheren Erfolge anschließen.
Anfang März 2001 verstarb Jeb Stuarts Ehefrau Anna Bryant Stuart im Alter von 44 Jahren an einer Nierenkrankheit. Mit seiner Ehefrau hat Jeb Stuart einen Sohn mit dem Namen Baker Stuart und eine Tochter mit dem Namen Alexandra „Lexie“ Stuart. Zurzeit (Stand: 2011) lebt Stuart in Greenwich, Connecticut, nachdem er zuvor bereits in Großstädten wie Los Angeles und Santa Barbara gewohnt hat.

## Filmografie
als Drehbuchautor
- 1988: Stirb langsam (Die Hard)
- 1989: Leviathan
- 1989: Lock Up – Überleben ist alles (Lock Up)
- 1990: Crisis (Vital Signs)
- 1990: Und wieder 48 Stunden (48 Hours)
- 1993: Auf der Flucht (The Fugitive)
- 1995: Im Sumpf des Verbrechens (Just Cause)
- 1997: Fire Down Below
- 1997: Switchback – Gnadenlose Flucht (Switchback)
- 2010: Blood Done Sign My Name
- 2020: Der Befreier (The Liberator, Miniserie, 4 Episoden)
- 2022: Vikings: Valhalla (Fernsehserie, 7 Episoden)

als Regisseur
- 1997: Switchback – Gnadenlose Flucht (Switchback)
- 2010: Blood Done Sign My Name

als Produzent
- 1989: Ruf nach Vergeltung (Next of Kin) (Begleitender Produzent)
- 1997: Fire Down Below (Ausführender Produzent)
- 1997: Switchback – Gnadenlose Flucht (Switchback) (Ausführender Produzent)
- 2010: Blood Done Sign My Name (Produzent)

## Nominierungen
- 1989: Edgar Allan Poe Award in der Kategorie „Best Motion Picture“ für seine Arbeit an Stirb langsam (zusammen mit Steven E. de Souza)
- 1994: Edgar Allan Poe Award in der Kategorie „Best Motion Picture“ für seine Arbeit an Auf der Flucht (zusammen mit David Twohy)
- 1994: Writers Guild of America Award in der Kategorie „Best Screenplay Based on Material Previously Produced or Published“ für seine Arbeit an Auf der Flucht (zusammen mit David Twohy)